# Solenopsis eximia
Solenopsis eximia är en myrart som först beskrevs av Kusnezov 1953.  Solenopsis eximia ingår i släktet eldmyror, och familjen myror. Inga underarter finns listade i Catalogue of Life.